# Young (Uruguay)
Young es una ciudad uruguaya del departamento de Río Negro, y sede del municipio homónimo.

## Geografía
La ciudad se ubica en el centro del departamento de Río Negro, sobre la cuchilla de Haedo, y en la intersección de las rutas nacionales 3 y 25. Aproximadamente 100 km la separan de la capital departamental Fray Bentos.

## Historia
Hacia el año 1837, la zona actual de Young era conocida como "Puntas de Gutiérrez", siendo sus primeros pobladores los hermanos Colman que habitaron en el emblemático rancho "Los cuatro vientos". Varios años más tarde, en 1899, vecinos de la zona junto con el inspector Vareliano Domingo Arce, fundaron la escuela, la cual posteriormente recibió el nombre de dicho inspector.
El 3 de agosto de 1910 fue inaugurada la estación de trenes, la cual recibió el nombre de Young, este nombre proviene de la solicitud realizada al Ferrocarril Midland por parte de Diego Young Peña de que se distinguiera el apellido de su padre Diego Young Stirling al donar predios para el pasaje del ramal Algorta (Uruguay)- Fray Bentos, que fue delineado por su hermano el  ingeniero Carlos Young Peña y el ingeniero Benavídez. La Estación Young, corresponde al km 99 (contando desde Paso de los Toros, kilómetro 0 del Ferrocarril Midland). El 30 de julio de 1910 fue inaugurado el ramal desde Algorta hasta el km 188, mientras que el tramo desde este km a Fray Bentos fue inaugurado el 17 de agosto de 1911. En cuanto al nombre Young, la gente que se mudó para la periferia de la estación de trenes dejó de llamarla con la pronunciación inglesa Young, y con el tiempo pasó a sonar como "Yon", o "Yun".
Hasta ese momento no existían afincamientos que supusieran una futura población, ya que a excepción hecha de alguna casa de comercio (la de Tur y Mari, por ejemplo) y la escuela, no hay más nada que mencionar. Sin embargo Young siempre fue un punto de cruce de vías terrestres. De muy antiguo existía un camino que seguía el trazado de la cuchilla de Haedo y otro en dirección a Paysandú. Las rutas 25 y 3 que hoy atraviesan la ciudad, siguen respectivamente, en parte el trazado de esos antiguos caminos.
De esta misma época se considera que fue realizado un plano que posee el archivo gráfico de AFE, en el que se señalan los distintos propietarios de los terrenos por los que atravesaría la vía férrea. 
En 1912, Vazco Núñez hace mensurar el campo que aún poseía y subdividirlo en siete lotes, por el agrimensor Juan Basso, quien confeccionó el plano que fue registrado en Paysandú.
En los años siguientes a la instalación de la Estación Young, es que comienzan los primeros afincamientos de los que constituirían a la larga los fundadores del pueblo.
El perfil de pueblo surge hacia el año 1914; casas de comercio, como la de Brígido Marroni, por ejemplo; y casas habitación comienzan a proliferar alrededor de las instalaciones de la estación de trenes, formándose un pequeño núcleo. El 17 de agosto de 1920 por ley N.º 7256, la localidad es oficialmente declarada pueblo Young. Para ese tiempo la localidad contaba con aproximadamente 1200 habitantes, al tiempo que se construye la Capilla del Sagrado Corazón de Jesús, de la Iglesia católica.
Hacia fines del siglo XIX y primeras décadas del siglo XX, la fertilidad natural de la zona de Young se vio enriquecida con la llegada de inmigrantes de europeos, además de los criollos de origen hispano y portugués. El origen de estos inmigrantes no siempre fue la llegada directa desde sus lugares de origen sino que en muchos casos se produjeron desde el sur del país, buscando tierras para trabajar. Es así que ingleses, alemanes, rusos e italianos conformaron la mayoría de los orígenes de los younguenses, lo que le ha dado a la ciudad una heterogeneidad cultural y religiosa muy peculiar.
A partir de a década de 1920, se comienzan a instalar en la localidad diferentes servicios.
En 1926 comienza a funcionar la sucursal del Banco de la República. En 1927 se crea la escuela N° 34 «Clemente Estable», y llega el suministro de energía eléctrica a cargo de UTE. El suministro de agua potable por parte de OSE, llega en 1929.
El 14 de agosto de 1958, por ley 12 515, la localidad es elevada a la categoría de villa y pocos años más tarde, el 15 de octubre de 1963, recibe la categoría de ciudad por ley 13 167.
En 1968 se inaugura en las afueras de la ciudad la planta industrial Claldy, una cooperativa procesadora de leche

## Población
Según el censo de 2023 la ciudad cuenta con una población de 17 814 habitantes.
| 7 974         | 11 015 | 12 249 | 14 567 | 15 759 | 16 756 | 17 814 |
| (Fuente: INE) |        |        |        |        |        |        |

## Economía
La ciudad de Young es un centro de servicios de una región con importantes explotaciones agrícolas, ganaderas, lecheras, forestales y citrícolas, a esto se agregan las industrias relacionadas con estas actividades.

En 2011 fue presentado el polo agroindustrial y semillero de Young, conformado por las empresas Claldy, COPAGRAN, El Tejar y Solaris.
La primera de ellas, Claldy (Compañía Láctea Agropecuaria Lecheros de Young), agrupa alrededor de 100 productores lecheros de la zona, recibe un volumen aproximado de 60 millones de litros de leche por año que se destinan a la producción de leche fluida, quesos, suero en polvo, manteca, yogures, dulce de leche, entre otros.
COPAGRAN (Cooperativa Agraria Nacional), es producto de la fusión de 10 cooperativas de importante trayectoria en el oeste del país, y posee en la zona, silos y galpones para granos.
El Tejar se destaca por ser una empresa dedicada al diseño, gestión y organización de sistemas de producción de granos y carnes, mientras que Solaris se dedica a la comercialización de diferentes marcas de agroquímicos. De estas dos últimas empresas surgió el emprendimiento «Semillas Latitud», con el objetivo de producir, procesar y tratar semillas con alta tecnología. Se destaca en este emprendimiento las distintas sinergias entre las empresas agroindustrialesde forma de generar un negocio sustentable en el tiempo.
Otras empresas locales destacadas son Agronegocios del Plata (silos, cultivos), Milagro (frutas), Forestal Oriental y Eufores (forestación), Arvani (molinos de harinas), Calay (cooperativa apícola), y multinacionales como Dreyfuss (silos), Cargill (venta de insumos, financiamiento de cosechas), Gramon (silos), Kamir (cultivos).
Muchas de las empresas mencionadas anteriormente destinan la mayor parte de su producción al mercado externo.